# Небезпечна печера
Небезпечна печера (рос. Опасная) — печера на Алтаї, Республіка Алтай, Росія. Печера комплексного (горизонтально-вертикального) типу простягання. Загальна протяжність — 160 м. Глибина печери — 60 м, амплітуда висот — 60 м. Категорія складності проходження ходів печери — 2А. Печера відноситься до Західноалтайської області Алтайської провінції Алтай-Саянської спелеологічної країни. Кадастровий номер 5144/8538-1.